# 4233-as mellékút (Magyarország)
A 4233-as számú mellékút egy 6,25 kilométer hosszú, négy számjegyű országos közút Békés vármegye északi részén. Köröstarcsát köti össze Csárdaszállással, de talán ennél is fontosabb szerepe, hogy Köröstarcsa és Gyomaendrőd, valamint Csárdaszállás és Körösladány, illetve Szeghalom összekötését is szolgálja, Mezőberény belterületének elkerülésével.

## Nyomvonala
Köröstarcsa központjának déli részén ágazik ki a 47-es főútból, annak a 102,550-es kilométerszelvényénél, nyugat-északnyugati irányban, Széchenyi István utca néven. 400 méter után nyugat-délnyugati irányba fordul, Gyomai utca néven, további mintegy 200 méter után pedig ki is lép a belterületről. 3,4 kilométer után éri el a település nyugati határát, egy darabig még a határvonalat kíséri, a 4. kilométerénél pedig teljesen csárdaszállási területre ér. Kicsivel ezután még délebbi irányt vesz, így ér véget, a település belterületének délkeleti szélétől mintegy 300 méterre keletre, beletorkollva a 46-os főútba, annak 56,650-es kilométerszelvénye közelében.
Teljes hossza, az országos közutak térképes nyilvántartását szolgáló kira.gov.hu adatbázisa szerint 6,250 kilométer.

## Települések az út mentén
- Köröstarcsa
- (Csárdaszállás)

## Története
A Kartográfiai Vállalat által 1970-ben kiadott, 1:525 000 léptékű Magyarország autótérképe az út teljes szakaszát "egyéb pormentes út" jelöléssel ábrázolja.